# Sladkovskij rajon
Lo Sladkovskij rajon (in russo Сладковский район?) è un rajon dell'Oblast' di Tjumen', nella Russia asiatica.